# Marcel Meys
Pour les articles homonymes, voir Meys.
Marcel Meys (/maʁ.sɛl mɛ/), né le 12 juillet 1909 à Saint-Julien-de-l'Herms (Isère) et mort le 15 décembre 2021 à Vienne (Isère) à l'âge de 112 ans, 5 mois et 3 jours, est un supercentenaire français.
Il est le doyen masculin des Français du 5 octobre 2021 à sa mort.

## Biographie

### Parcours
Marcel Meys naît le 12 juillet 1909 à Saint-Julien-de-l'Herms (Isère). Il est taxi-ambulancier à partir de 1937, et aide à ce titre la Résistance, étant assez libre de circuler. Ensuite il dirige un garage à Saint-Romain-en-Gal avant de prendre sa retraite en 1967.
Marié en 1930, avec Marthe, il a une fille unique Nicole née en 1937, une petite-fille et un arrière-petit-fils. Il est veuf depuis 1998 et demeure chez lui, dans la même maison, de 1957 à sa mort.
Il meurt dans la nuit du 14 au 15 décembre 2021 à l'hôpital de Vienne, à l'âge de 112 ans, des suites de la Covid-19. Il avait été placé sous assistance respiratoire, mais n'a pas pu être sauvé. Ses obsèques ont lieu le 22 décembre à l'église de Sainte-Colombe, suivie de l'inhumation au cimetière de Pipet dans la même ville.

### Records
Le 29 mai 2021, il dépasse l'âge de Maurice Floquet et devient le deuxième Français vivant le plus âgé derrière Jules Théobald, Français le plus âgé dont on soit certain de l'âge. Il devient aussi à cette date le Français métropolitain le plus âgé ayant vécu.
Le 12 juillet 2021, il devient le deuxième Français à atteindre l’âge de 112 ans, après Jules Théobald.
Le 5 octobre 2021, il devient le doyen des Français après la mort de Jules Théobald. Il est également le vice-doyen masculin des Européens, après Saturnino de la Fuente García.